# جون شوارتزمان
جون ليونارد شوارتزمان (بالإنجليزية: John Leonard Schwartzman)‏ (من مواليد 18 أكتوبر 1960) هو مصور سينمائي أمريكي اشتهر بعمله في فيلم العالم الجوراسي والرجل العنكبوت المذهل والصخرة وسيبيسكيت، حيث حصل على ترشيح أوسكار لأفضل تصوير سينمائي.